# Лобанова (Верхотурський міський округ)
Лоба́нова (рос. Лобанова) — присілок у складі Верхотурського міського округу Свердловської області.
Населення — 13 осіб (2010, 37 у 2002).
Національний склад населення станом на 2002 рік: росіяни — 100 %.